# NGC 3630
NGC 3630 = NGC 3645 ist eine linsenförmige Galaxie vom Hubble-Typ S0/a im Sternbild Löwe auf der Ekliptik. Sie ist schätzungsweise 62 Millionen Lichtjahre von der Milchstraße entfernt und hat einen Durchmesser von etwa 40.000 Lichtjahren. Gemeinsam mit sechs weiteren Galaxien gilt sie als Mitglied der NGC 3640-Gruppe (LGG 233).

Im selben Himmelsareal befinden sich u. a. die Galaxien NGC 3641, NGC 3643, NGC 3644, NGC 3647.
Das Objekt wurde am 7. April 1828 von John Herschel entdeckt.